# Bernac-Dessus
Bernac-Dessus is een gemeente in het Franse departement Hautes-Pyrénées (regio Occitanie) en telt 325 inwoners (1999). De plaats maakt deel uit van het arrondissement Tarbes.

## Geografie
De oppervlakte van Bernac-Dessus bedraagt 4,6 km², de bevolkingsdichtheid is 70,7 inwoners per km².
Door de gemeente stroomt de Arrêt-Darré, zijrivier van de Arros.

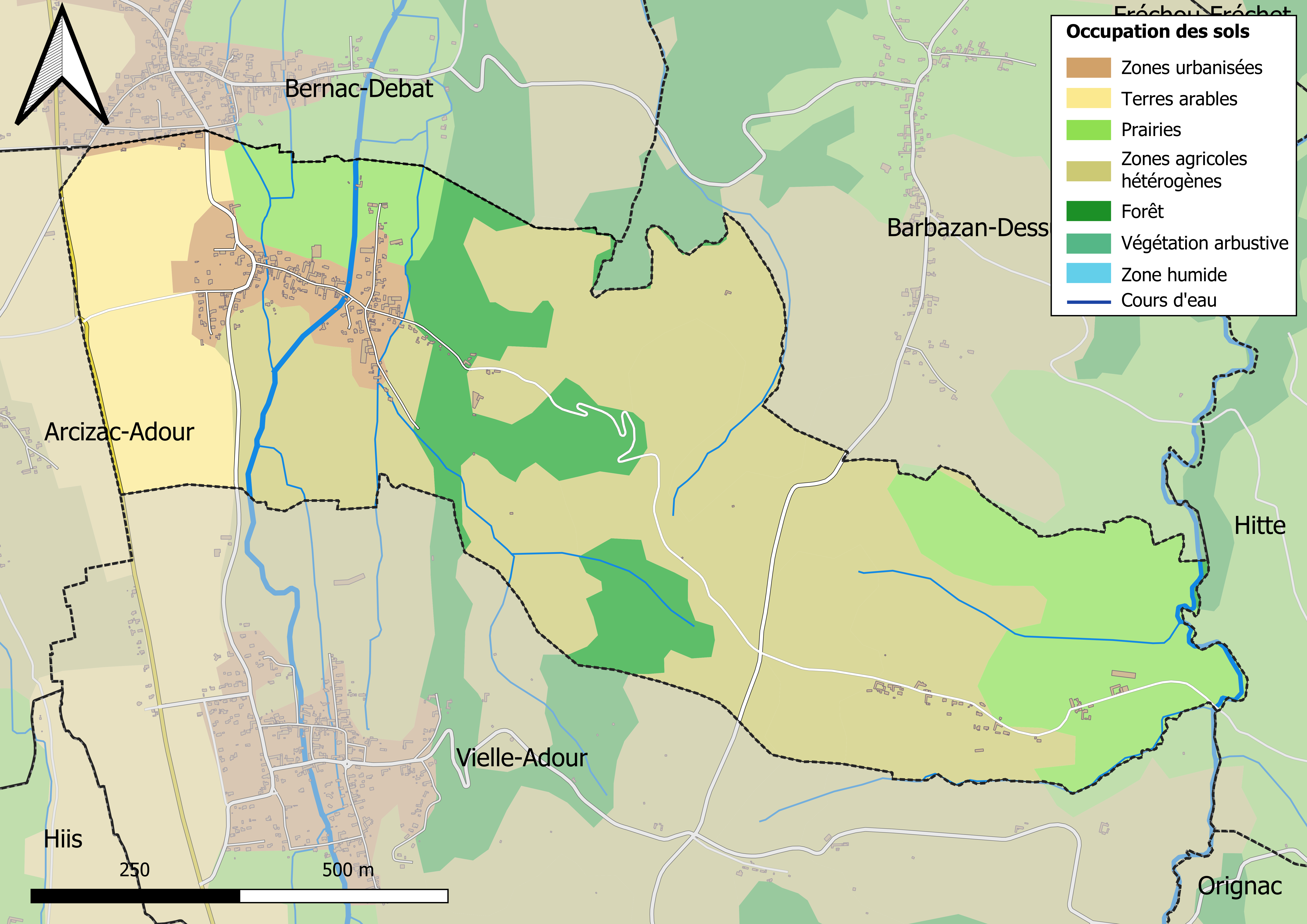
Kaart van de gemeente met belangrijkste infrastructuur, bodemgebruik en omliggende gemeenten

## Demografie
Onderstaande figuur toont het verloop van het inwonertal (bron: INSEE-tellingen).